# FISH&HUNT
Společnost FISH&HUNT provozuje multifunkční Resort Archery, který se nachází v obci Nová Ves I u Kolína. Zároveň je výhradním dovozcem a distributorem loveckého oblečení Predator v Evropě. Ve spolupráci s americkou firmou Martin Archery vyrábí tradiční a kladkové luky. Uskutečňuje setkání a vzdělávání lovců a myslivců, stará se o přípravu nových adeptů pro lov lukem a následně, ve spolupráci s Klubem lovecké lukostřelby ČMMJ, provádí přípravu a zajišťuje zkoušky k získání mezinárodní lovecké licence, tzv. IBEP (International Bowhunter Education Program).